# Metal Gear Solid: Peace Walker
Metal Gear Solid: Peace Walker é um jogo eletrônico desenvolvido por parte da Kojima Productions e lançado em abril de 2010 para o console portátil PlayStation Portable. Em novembro de 2011 o jogo foi lançado para PlayStation 3 e Xbox 360, fazendo parte da Metal Gear Solid HD Collection, que além de Metal Gear Solid: Peace Walker, também contém outros dois jogos da série: Metal Gear Solid 2: Sons of Liberty e Metal Gear Solid 3: Snake Eater, todos remasterizados em alta definição. A versão para PlayStation 3 possui um recurso inédito: jogadores podem transferir os jogos salvos do Peace Walker do PS3 para o PSP, e vice-versa.

## Jogabilidade
Algumas mudanças foram feitas na fórmula padrão do Metal Gear Solid. A movimentação é feita nos analógicos; ações como as de cooperação usam os botões direcionais; ação corpo a corpo usam o botão R; e armas usam o botão L junto com o R. Jogadores não poderão se mover ou atirar enquanto estão deitados ou apoiados contra uma parede. O jogador pode definir o sistema de controles como no Portable Ops', ou o Guns of the Patriots.
O "Comrade System do Portable Ops foi removido para favorecer uma jogabilidade cooperativa, com dois jogadores nas missões principais e até quatro jogadores nas missões de chefe, chamadas Co-Ops.
Há diversas ações que podem ser realizadas quando dois Snakes ficam próximos um do outro. Snake-in permite que os jogadores fiquem em contato enquanto um deles lidera o caminho, também permitindo que os jogadores atirem enquanto se movimentam. Outras ações cooperativas incluem manter portas abertas, realizar CPR em companheiros caídos, compartilhar itens, e agir como um spotter para outros jogadores cuja visão esteja obscurecida. O jogo adota certas mecânicas do Metal Gear Solid 4, como a habilidade de se mover agachado, a visão de tiro "por cima do ombro" e o sistema CQC. O caminhão do Portable Ops, onde jogadores podem trazer inimigos capturados para recrutamento, foi substituído pelo Fulton Shyhook, que os jogadores podem prender aos soldados capturados e prisioneiros. As caixas usadas para se esconder de inimigos agora estão disponíveis numa versão para dois jogadores, chamadas Love Boxes, que possuem diferentes variações. O jogo apresenta o sistema de indicação de camuflagem do Snake Eater, mas o jogador não terá a habilidade de trocar o uniforme de camuflagem durante uma missão, pois o índice é completamente baseado no movimento, posição, e quantidade de armas equipadas. O jogador também pode usar dispositivos de marcação para chamar ataques de artilharia ou requisitar suprimentos.
Algumas cut-scenes do jogo poderão requisitar apertos de botão do jogador para avançar o enredo, e podem contar para a nota final da missão.

## Enredo
O jogo foi confirmado como uma sequência canônica da série na conferência da Sony na E3 de 2009. O jogo se passa em 1974, 10 anos após os eventos de Metal Gear Solid 3: Snake Eater e quatro anos após Metal Gear Solid: Portable Ops. A ambientação do enredo permanece na América Central, se focando novamente no lendário soldado Naked Snake (agora conhecido como Big Boss). O diretor e produtor do jogo, Hideo Kojima, afirmou que o jogo pode ser considerado oficialmente o Metal Gear Solid 5, no entanto nenhuma mudança de nomenclatura foi realizada.

## História
O Ano é 1974, quando uma força militar desconhecida que ameaça o mundo com armas nucleares invade a Costa Rica, Naked Snake (Aka. Big Boss), agora não fazendo mais parte das forças secretas americanas, juntamente com Kazuhira Miller (Master Miller) são contratados para livrar o país desta invasão e por fim ao perigo. Big Boss agora está no comando dos Militares Sans Frontieres (Militares Sem Fronteiras), soldados sem pátria, que tem como causa ajudar a quem precisa de ajuda, acreditando em seus ideais e seguindo as ordens de Snake. Chegando a Costa Rica, Snake e Miller são recepcionados por uma estudante chamada Paz Ortega, e pelo professor Ramón Gálvez Mena, que, tentam convencer Snake a acabar com o conflito e a ameaça iminente, ele reluta mas muda de ideia ao ouvir uma fita K7 com uma gravação de The Boss. Professor Gálvez sabe do passado de Snake, diz ainda que a gravação é recente, trazendo a tona todo o passado de Snake e seus sentimentos por The Boss. Agora Snake tem duas missões, descobrir se The Boss ainda está viva e por que se aliou a USSR, e deter a ameaça nuclear que está para acontecer. De todo este conflito nasce a criação do estado independente Outer Heaven, criado e liderado por Big Boss e seus mercenários.